# Elisha ben Abouya
 (mai 2020).
Si vous disposez d'ouvrages ou d'articles de référence ou si vous connaissez des sites web de qualité traitant du thème abordé ici, merci de compléter l'article en donnant les références utiles à sa vérifiabilité et en les liant à la section « Notes et références ».
Elisha Ben Abouya, (ou encore Elisha ben Avouya) plus connu sous le nom de ah'er (אחר) : l'autre en hébreu, fut l'un des personnages les plus célèbres du Talmud. Le Midrash rapporte qu'il sombra dans l'hérésie à la suite d'une vision spirituelle qu'il interpréta de sorte que toute sa foi en fut ébranlée, et ne se repentit qu'avant de mourir de maladie. Il est l'un des personnages hauts en couleur de la Mishna, mais c'est du fait de la tragédie qu'il incarne : il fait en quelque sorte figure de « fils prodigue », « brebis égarée », et beaucoup de lettrés Juifs se rebellant contre Israël, comme Baruch Spinoza seront tôt ou tard comparés à lui.

## Un Maître…
Elisha est né vers l'an 70 EC dans une famille riche et assimilée (selon l'interprétation traditionnelle, mais on ne sait pas bien qui désigne cet Elisée « ben Abouyah », ce qui signifie « le fils de son père YHWH » !). Le Talmud de Jérusalem (Haguiga Yeroushalmi 2,1) rapporte la narration par Elisha lui-même de sa naissance : lors de la fête pour sa circoncision, Rabbi Eliezer et Rabbi Yehoshoua s'entretiennent en privé de Torah. Un « feu » entoure alors la maison. Abouya, impressionné, décide alors de consacrer son fils à la Torah. Et le Talmud de conclure que ceci n'ayant pas été fait sans intérêt {de manière désintéressée}, Elisha ne se maintint pas dans le cadre de la Torah.
Il faut remarquer que le feu qui descend sur la circoncision d'Elisha est comparé au feu du Sinaï, dans ce Talmud Occidental, comme si des hérétiques situaient sa naissance comme une nouvelle étape de la Loi de Moïse (!), et que ce feu intervient l'année même de l'Incendie du Temple par Titus, comme s'il était né « avec » la Ruine du Temple… La haggadah précise donc que, contrairement à ces faux espoirs, le Ciel « ne consacra pas cette Torah dans cet homme ».

Elisha fut en tout cas un élève brillant. Sa sagesse, sa sagacité, son érudition était si grandes que les Sages d'Israël se flattaient d'un tel élément dans leurs rangs, même si un air grec ne quittait jamais ses lèvres et qu'il cachait des livres grecs hérétiques (peut-être des livres sadducéens?) dans son sein (Haguiga 15b, Meguila Yeroushalmi 1,9). Il acquiert une réputation d'autorité halakhique, puisque le Traité Moed Katan 20a rapporte une de ses décisions, et que d'autres ont peut-être été rapportées au nom d'autres maîtres.

## Égaré
Cependant, à la suite d'une expérience mystique (Haguiga 14b) et les traumatismes que lui causent les triomphes et exactions des Romains (Kiddoushin 39b), il semble adopter les idées gnostiques (voire agnostiques) des savants grecs ou hellénisants de son temps, rompt avec la tradition juive, se moquant des maîtres, détournant les jeunes des études, et se détourne même du peuple Juif, n'hésitant pas à collaborer avec l'occupant romain (Haguiga Yeroushalmi 2,2). Apparemment élevé par son père tant dans la culture juive que la culture grecque (Haguiga 15b), il semble croire qu'il existe non pas Un Dieu, mais deux puissances, le Bien et le Mal, le second régnant de facto sur le monde, dominant le premier qui ne parvient à le détourner qu'au prix d'efforts importants pour une période éphémère. Se laissant alors tenter par tous les délices, notamment le sexe, il aborde un jour une prostituée qui, s'étonne et lui demande : « n'es-tu pas Elisha ben Abouya ? », puis, comme celui-ci s'en récrie et renie son honorable conduite passée, elle poursuit « c'est un autre » (A'her) (Haguiga 15a). C'est désormais sous le nom d'A'her qu'il sera connu. 
Par la suite, torturé entre ses deux cultures, il retournera auprès des Sages, débattant avec eux de judaïsme, mais uniquement sous l'aune de l'intellect. Le légendaire Rabbi Meïr n'hésite pas à braver l'opprobre pour prendre de ses leçons, ce qui ne manque parfois pas de piquant : ainsi, par un shabbat où Rabbi Meïr suit à pied A'her qui chevauche (nota : il est défendu de le faire à shabbat), celui-ci lui dit 'Meïr, retourne sur tes pas, car mon cheval a atteint la limite du domaine permis durant le shabbat' ! (Haguiga 15a).

## Épilogue
Un autre enseignement, consigné dans les Pirke Avot (4:20), explique peut-être le mieux les atermoiements de l'Autre :

« Ce qu'on apprend dans sa jeunesse, à quoi cela ressemble-t-il ? À un écrit tracé sur du papier blanc.
Ce qu'on apprend dans sa vieillesse, à quoi cela ressemble-t-il ? À un écrit tracé sur un palimpseste (parchemin vieux et maculé). »

Tout dépend de l'éducation. Par ailleurs, comment se repentir, s'il est impossible de réécrire sur du papier effacé ?
Après sa mort, solitaire et isolé, ses filles furent réintégrées dans la vie juive par Rabbi Juda HaNassi (Haguiga Yeroushalmi 2,2). L'un de ses petits-fils, Rabbi Yaakov, fut à l'inverse de son grand-père, et, l'entendant raisonner sur les versets 'à propos de l'éloignement du nid' (Deutéronome 22:6 et 7), Rabbi Yossef s'exclame : « Si seulement A'her avait interprété ces versets comme Rabbi Yaakov, le fils de sa fille, il n'aurait pas fauté ! » (Kiddoushin 39b).
Ses enseignements furent également repris, car, comme l'avait dit sa fille à Rabbi Juda HaNassi, « Souviens-toi de ses enseignements et non de ses actions ». Rabbi Nathan, dans son commentaire des Pirke Avot, Avot deRabbi Nathan, y consacre même un chapitre entier.
Dans l'au-delà, A'her fut, nous dit le Talmud (Haguiga 15b), également partagé entre deux mondes, le Gan Eden et la Géhenne. Rabbi Méïr, son élève, promit à la mort d'Elisha de sauver son âme en faisant en sorte que le repentir débuté par son maître lors de ses derniers instants soit complet.
Ainsi Rabbi Méïr dit "Après ma mort, j’intercederai pour lui et j’obtiendrai son pardon définitif ; ce jour une flamme sortira de la tombe de A'her" , signifiant qu'il allait faire en sorte que son maître puisse expier ses fautes au Gué Hinam (d'où la référence à la flamme, en effet l'âme d'Elisha se trouvait en dehors du Gué Hinam, lieu d'expiation des fautes auquel il n'avait même pas droit au départ). Plus tard Rabbi Yohanan fit de même et grâce à lui Elisha Ben Abouya passa du Gué Hinam auprès de l'Éternel.

## Vues critiques
La Jewish Encyclopedia (1901-1906) écrit qu'« il est quasiment impossible de tirer des sources rabbiniques une image claire de cette personnalité, et les historiens modernes ont fortement divergé quant à leur estimation sur sa personne. Pour Grätz, c'est un gnostique carpocratien ; pour Siegfried, un disciple de Philon ; pour Dubsch, un chrétien (de type elkasaïte). Pour Smolenskin et Weiss, une victime de l'inquisiteur Akiva. »
Dans son livre, The Sinner and the Amnesiac: The Rabbinic Invention of Elisha Ben Abuya and Eleazar Ben Arach, Alon Goshen-Gottstein affirme que les histoires rabbiniques doivent se lire comme des histoires plutôt que comme l'Histoire :

« Ils élaborent des histoires, qui sont ensuite intégrées dans de plus grandes unités littéraires à motivation idéologique de façon à faire passer des messages idéologiques particuliers. Les sources ne rapportent pas nécessairement les faits historiques à propos du héros mais illustrent les considérations culturelles qui trouvent corps dans les histoires qu'on raconte à propos d'eux […] Tout ceci conduit à réaliser que l'unité significative pour la présentation n'est pas la vie du sage, mais les histoires à propos des sages. Ces histoires ne sont pas formulées dans le but de raconter la vie du sage. Elles sont racontées parce que le sage, en tant que part de la culture collective, a quelque poids sur les sujets culturels communs. Diverses anecdotes sont couplées en un cycle d'histoires plus grand.
Le judaïsme rabbinique se basait sur des débats vigoureux et parfois contentieux sur la signification de la Torah et d'autres textes sacrés. Le défi auquel les Rabbis faisaient face était de maintenir les limites dans lesquelles on considérait qu'un Sage pouvait être dans l'erreur sans tomber dans l'hérésie. Elisha et Eléazar représentent deux extrêmes dans les attitudes par rapport à la Torah ; les vrais rabbis et leurs débats devaient se tenir quelque part au milieu de ces deux limites. »

Il faudrait pourtant noter que la thèse de Goshen-Gottstein récusant toute historicité du personnage de « l’Autre » a été prise à contrepied par John W. McGinley (2006) qui, malgré la difficulté du biographique dans le Talmud, affirme qu'on peut identifier « l'Autre » hérétique, dit « Elisée », au Rabbi Ismaël dit « Bèn Elisée » (cf. Rabbi Ishmael).
Bernard Barc a même envisagé dans ses « Arpenteurs du Temps » que cet « Autre » hérétique avait désigné, de manière décalée et très symbolique, le… « Jésus » chrétien !

## Une thèse à contre-courant
Selon Albert Assaraf (L'hérétique, Paris, Balland, 1991), la figure d'Elicha ben Abouya incarnerait non pas un réformateur mais paradoxalement un conservateur fidèle à l'ordre ancien.
Sa particularité résiderait non pas dans son savoir exceptionnel du grec mais dans son refus de l'oublier, de lui tourner le dos.
Son hérésie tiendrait moins au fait qu'il soit « monté du Sinaï vers l'Olympe », comme le prétend A. Jellinek, que d'avoir refusé de « descendre » de l'Olympe pour sauvegarder le Sinaï. C'est ce malentendu, cette erreur de diagnostic qui, selon Albert Assaraf, a rendu le récit sur Elicha si énigmatique et si incompréhensible.
Aussi paradoxal que cela puisse paraître, le personnage d'Elicha ben Abouya incarnait, dans l'esprit du Talmud, un conservateur fidèle aux anciens modèles et non un révolutionnaire.
Cette figure symboliserait plus qu'un simple individu isolé qu'une victime du cauchemar consécutif aux catastrophes de 70 et de 135. Albert Assaraf dit soupçonner qu'Elicha fut le chef de file, ou du moins le partisan, d'un mouvement politico-religieux s'opposant radicalement au nouveau courant nationaliste et antihelléniste majoritaire.

## Source
- Adin Steinsaltz, « Personnages du Talmud », éditions Pocket,  (ISBN 2-266-11129-9)